# Nathalie Grall
Nathalie Grall, née le 10 février 1961 à Compiègne, est une artiste graveuse française qui vit et travaille à Lille. Son outil de prédilection est le burin.

## Biographie
Nathalie Grall étudie à l'Institut d'arts visuels d'Orléans puis à l'École nationale supérieure des beaux-arts de Paris, d'où elle ressort diplômée.
Elle enseigne la gravure au Palais des Beaux-Arts de Lille. Son atelier est installé dans la maison familiale.

## Pratique artistique
Nathalie Grall travaille au burin sur plaque de cuivre. Elle travaille par thématiques et réalise des séries autour de thèmes tels que la tauromachie, les Caprices de Goya, le parapluie. Elle alterne personnages et végétaux. Les formes sont rondes, inspirées des choses de la nature. Sur certaines gravures, elle applique des papiers de Chine teintés par ses soins.

### Galeries
Elle est représentée en France par la galerie Michele Broutta (Paris), la galerie L'Espace du dedans (Lille), la galerie d'art La Predelle (Mersuay) et, en Italie, par la galerie Galleria del Leone (Venise). Elle a également été exposé à la galerie Sagot - Le Garrec.

### Prix et reconnaissance
- 1989 : prix Gravix
- 1992 : prix de la Jeune gravure du Salon d'automne
- 2005 et 2007 : 3e prix de la biennale de Saint-Maur
- 2013 : choisie pour être l'invité d'honneur de la 55e exposition de gravures originales de « Pointe et burin » à la fondation Taylor, à Paris
- 2013 : prix d'encouragement de l'Académie des beaux-arts

## Livres illustrés
Nathalie Grall a illustré quelques livres de bibliophilie.
- W.B. Yeats, The Lake Isle of Innisfree[12] avec six gravures sur zinc de N. Grall, Cléry-Saint-André, éd. du Palimpseste, impr. Jean-Jacques Sergent, 1987  (ISBN 2-904781-05-6)
- Nadine Ribault, La Cordelette jaune[13] avec six gravures au burin de N. Grall, Paris, O.G.C Michèle Broutta, impr. Cléry-Saint-André, Jean-Jacques Sergent, et Paris, Atelier Moret, 2004
- Francis Ponge, Le Parti pris des choses[14] (fragments) avec des gravures originales au burin sur cuivre de N. Grall, Neuilly-sur-Seine, les Cent une, 2004
- Ludovic Degroote, Pousse[15] (poèmes) avec sept gravures originales au burin sur cuivre de N. Grall, Lille, Nathalie Grall, 2006
- Gérard Farasse, Caprices[16] (textes inédits) avec 8 gravures originales au burin et 8 enluminures rehaussées à l'aquarelle de N. Grall, Languidic, éditions de la Canopée, 2012
- Ludovic Degroote, 14 morceaux de la descente de croix[17] (poèmes) avec des héliogravures et aquarelles de N. Grall, Lille, Grall & Mererault, 2015